# Всероссийский НИИ сельскохозяйственной биотехнологии
Всероссийский научно-исследовательский институт сельскохозяйственной биотехнологии (полное название — федеральное государственное бюджетное научное учреждение «Всероссийский научно-исследовательский институт сельскохозяйственной биотехнологии», ВНИИСБ) — крупный государственный институт Москвы, который занимается фундаментальными и прикладными исследованиями, направленными на разработку новых, современных биотехнологий с целью создания перспективных форм сельскохозяйственных растений и животных с улучшенными характеристиками, а также для использования полученных результатов в производственной и научной практике.

## История

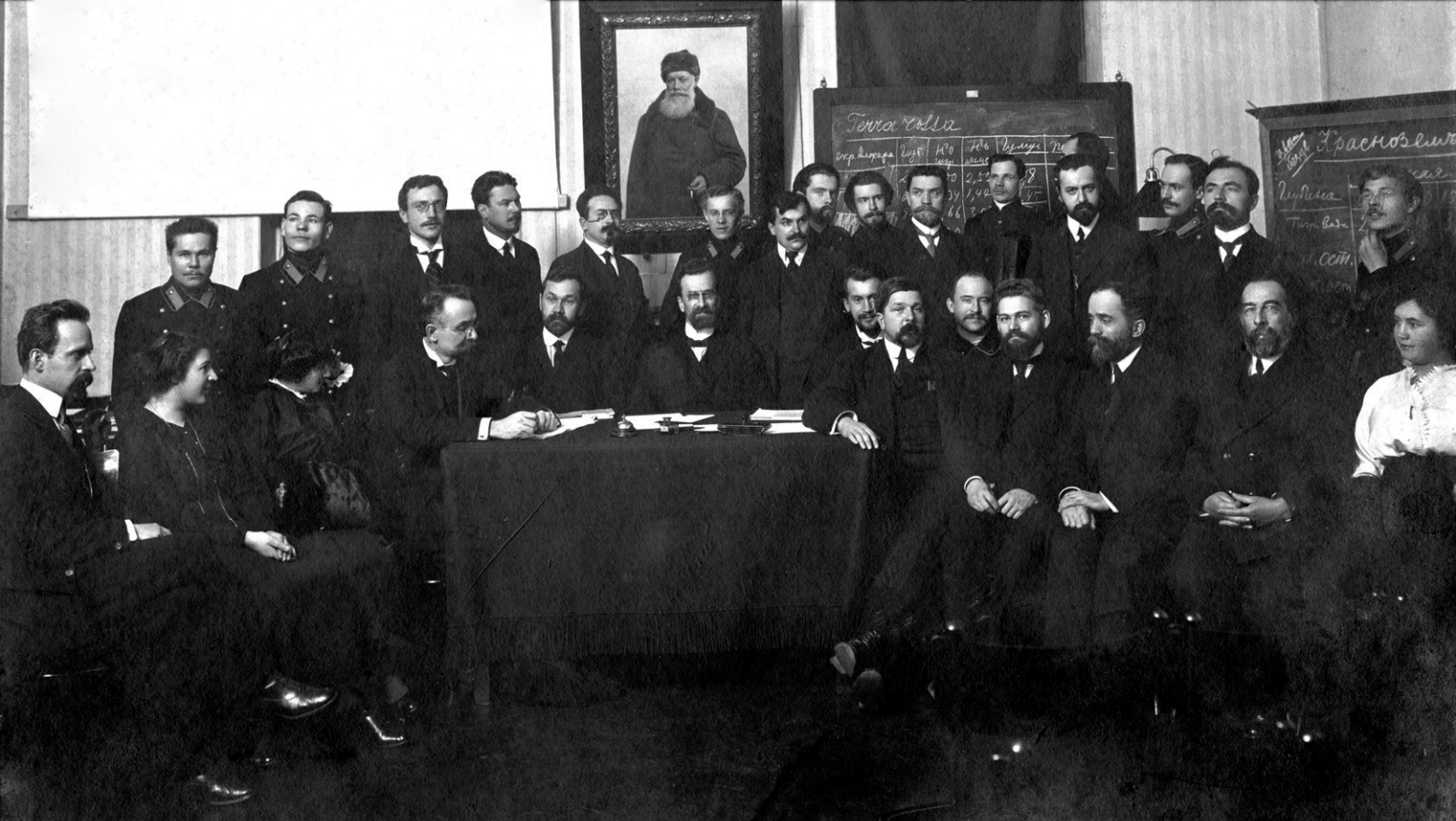
Музей почвоведения, Докучаевский почвенный комитет. Около 1915 года

ВНИИСБ является правопреемником Всесоюзного института прикладной молекулярной биологии и генетики, который был создан приказом ВАСХНИЛ 7 июня 1974 года, после постановления ЦК КПСС и Совета министров СССР от 19 апреля 1974 года № 304 «О мерах по ускорению развития молекулярной биологии и молекулярной генетики и использованию их достижений в народном хозяйстве».
Изначально институт был основан на базе лаборатории молекулярной биологии и генетики Почвенного института им. В. В. Докучаева (зав. лабораторией - В.Н. Сойфер, к.б.н.) приказом Министра сельского хозяйства СССР. Вплоть до 1992 года все лаборатории института находились в арендованных помещениях: в здании Лесной дачи Московской сельскохозяйственной академии имени Тимирязева, а также в здании по Среднему Кисловскому переулку и в здании школы на улице Псковская. В 1992 году лаборатории института переехали в новый корпус главного здания вуза по адресу  улица Тимирязевcкая, 42.
В 2014 году приказом ФАНО от 7 ноября 2014 года № 956 институт получил современное название.
На 2017 год институт занимается исследованиями, разработками и публикациями в области молекулярной биологии, генетики и сельскохозяйственной биотехнологии, также ведет подготовку научных кадров, имеет аспирантуру и докторантуру.

## Сотрудничество
ВНИИСБ проводит совместную деятельность как с зарубежными, так и с отечественными вузами: Свободный университет Амстердама, Институтом молекулярной биологии и биохимии имени Айтхожина, РГП «Центр биологических исследований» Комитета науки Министерства образования и науки Республики Казахстан, с Институтом физиологии растений имени Тимирязева РАН, Институтом молекулярной генетики РАН, НИИЭМ им. Н. Ф. Гамалеи РАМН, МНИИЭМ им. Г. Н. Габричевского, а также с Институтом физико-химической биологии им. А. Н. Белозерского (МГУ), кафедрой клеточной биологии и гистологии биологического факультета МГУ, Институтом биоорганической химии им. М. М. Шемякина и Ю. А. Овчинникова РАН, Институтом физиологии растений РАН, кафедрой микробиологии МСХА им. К. А. Тимирязева и Всероссийским институтом животноводства РАСХН. ВНИИСБ вместе с двумя другими центрами (Институтом цитологии и генетики СО РАН и Всероссийским институтом растениеводства имени Вавилова) занимается фундаментальными разработками в рамках программы импортозамещения.
Институт сотрудничает со школой № 1862 Москвы, в рамках которого организует семинары, лекции, мастер-классы и научно-исследовательские конференции для учеников.

## Руководство

Могила академика Сергея Муромцева на Новодевичьем кладбище Москвы. 2014 год

Первым директором института с 1974-го по 1980 год был доктор наук, президент Всесоюзного общества генетиков и селекционеров СССР, секретарь отделения растениеводства и селекции ВАСХНИЛ, академик Николай Турбин. Вторым директором института с 1980-го по 1999 год стал также академик РАСХН Георгий Муромцев, ученый в области почвенной микробиологии и фитогормонов. С 1999-го по 2015 год ВНИИСБ руководил академик РАСХН (с 2014 года — академик РАН), ученый в области сельскохозяйственной биотехнологии Петр Николаевич Харченко. Под его руководством институт начал заниматься генной и клеточной инженерией. В 2015 году врио ВНИИСБ был на год назначен Яков Игоревич Алексеев, руководитель центра ВНИИСБ «Биотехнология». Приказом ФАНО № 643 с 28 сентября 2016 года врио института является доктор биологических наук, член-корреспондент РАН Геннадий Ильич Карлов.

## Направления исследований
- Разработка основ генетически-инженерных технологий создания трансгенных животных и растений с определёнными, заданными свойствами;
- создание новых методов клеточной и генной инженерии для формирования улучшенных форм основных растений, используемых в сельском хозяйстве;
- использование ДНК-технологий для определения новых методов маркирования генов и признаков сельскохозяйственных растений;
- исследование молекулярных и физиолого-биохимических механизмов действия биосинтетических регуляторов роста растений;
- разработка новых перспективных способов создания иммуннохимических тест-систем для выявления и исследования патогенов растений и животных;
- производство и создание специальных реагентов для диагностики возбудителей различных наследственных и прочих заболеваний человека, животных и растений[2].

## Структура
- Лаборатория клеточной инженерии растений занимается созданием и исследованием новых биотехнологий получения (in vitro) растений с изменёнными свойствами с применением современных методов генно-инженерии; разработкой инструментария для генетической инженерии растений; поиском и исследованием различных функций генов, которые принимают участие в формировании хозяйственно ценных признаков[17].
- Направление работы Лаборатории генной инженерии растений — получение и исследование перспективных трансгенных растений, которые обладают хозяйственно-ценными признаками. Объекты исследований: томаты, рапс, ячмень, рясковые[18].
- Лаборатория ДНК маркеров растений занимается разработкой коллекций растений, которые представляют большой диапазон геномной и фенотипической изменчивости; исследованием основных генов, которые определяют продуктивность сельскохозяйственных растений; созданием ДНК-маркеров хозяйственно ценных генов и признаков, и маркеров видов и геномов Brassica и Solanum[19].
- Лаборатория индуцированного рекомбиногенеза проводит изучение молекулярно-генетических механизмов мейотической рекомбинации у растений с использованием методов генетической инженерии; исследование и поиск новых растительных промоторов для биотехнологии растений[20].
- Лаборатория молекулярной вирусологии изучает различные функции и структуры вирусных белков, а также молекулярные механизмы их внутривидовой эволюции[21].
- Лаборатория стрессоустойчивости растений занимается определением генов, которые влияют на устойчивость растений к абиотическому и биотическому стрессам; разработкой генетического инструментария, который позволяет трансформировать культурные растения, чтобы повысить их стрессоустойчивость к различным факторам[5].
- Лаборатория анализа геномов разрабатывает и внедряет технологии генотипирования сельскохозяйственных культур на основе анализа полиморфизма микросателлитов, которые помогают получить ДНК-профили[22].
- Лаборатория клеточной биологии исследует изменения, которые происходят в результате ответной реакции клеток растений в ответ на различные стрессовые воздействия, а также изучение регуляции клеточных процессов, которые отвечают за рост и развитие растений[7].
- Лаборатория диагностики патогенов растений изучает фитопатогены растений, в особенности их генетического многообразия, а также создание новых высокочувствительных методов выявления и определения возбудителей болезней растений[23].
- Лаборатория анализа генетически модифицированных организмов занимается созданием и исследованием тест-систем для определения генно-модифицированных организмов растительного происхождения Real-time PCR-методом[24].
- Лаборатория синтеза и анализа биоорганических соединений анализирует синтез нуклеиновых кислот, липидов, низкомолекулярных биорегуляторов биохимических процессов и биосенсоров[25].